# Alvania tumida
Alvania tumida är en snäckart som beskrevs av Carpenter 1857. Alvania tumida ingår i släktet Alvania och familjen Rissoidae. Inga underarter finns listade i Catalogue of Life.